# مجيد كاويان
مجيد كاويان يعرف أيضًا باسم سيمكو سارهولان كان نائب قائد حزب الحياة الحرة الكردستاني حتى وفاته في 3 سبتمبر 2011، عن عمر يناهز 29 عامًا. بصفته الرجل الثاني في القيادة كان القائد الرئيسي لجميع الأنشطة المسلحة لحزب الحياة، حيث كان القائد الأول نظرًا لأن الرجل الأول للحزب عبد الرحمن حاجي أحمدي يعيش في المنفى في ألمانيا.
وُلد مجيد كافيان في بلدة بانه في محافظة كردستان في إيران في عام 1982. انضم إلى حزب العمال الكردستاني في صراعه مع تركيا في عام 1999، حيث قاتل خلالها في منطقتي تونجلي والبحر الأسود. انضم إلى حزب الحياة الحرة في عام 2003، حيث ارتقى إلى منصب نائب القائد بسبب خبرته في القتال في تركيا. قُتل كاويان على أيدي قوات الحرس الثوري الإيراني خلال الغارات الإيرانية العراقية عبر الحدود عام 2011 بينما كان يقود عملية في كوتامان عندما أصيب بشظايا نيران الدبابات.
أكد حزب الحياة الحرة الكردستاني وفاته على موقعه على الإنترنت، وأصدر البيان التالي:
| مجيد كاويان | في 3 سبتمبر 2011، خلال المرحلة الثانية من هجوم الحرس الثوري الإيراني على جبال قنديل قتل ماجد كاويان المعروف باسم الرفيق سامكو، نائب القائد العام لقوات كردستان الشرقية في حزب الحياة الحرة الكردستاني، مع الرفيق روزات بوتان بعد تعرضهما لضرب قذائف الهاون في قصف إيراني شديد على منطقة كوتامان | مجيد كاويان |